# Gabriel Torje
Gabriel Andrei Torje (Timișoara, 22 de novembro de 1989) é um futebolista profissional romeno que atua como meia, atualmente defende o Osmanlıspor.

## Carreira
Gabriel Torje fez parte do elenco da Seleção Romena de Futebol da Eurocopa de 2016.